# 香港的耆那教
耆那教徒，是香港的少數教派信徒，人口大約500人。他們多數來自拉賈斯坦和北印度其他地方。
他們在1980年代來到香港從事鑽石買賣，在1996年他們在尖沙咀建了一間耆那教廟。
因為他們人數少，很多時侯他們和印度教徒共用一間寺廟禮拜。